# Piotr Szpilewicz
Piotr Szpilewicz (ur. 19 maja 1906 w Dąbrowie Górniczej, zm. 20 marca 1978 w Domanicach) – polski ksiądz katolicki, biblista.

## Życiorys
Egzamin dojrzałości zdał w siedleckim gimnazjum państwowym, następnie wstąpił do seminarium duchownego, święcenia kapłańskie przyjął 2 września 1928. W 1931 ukończył studia teologiczne na Wydziale Teologii Katolickiej Uniwersytetu Warszawskiego, następnie studiował w Papieskim Instytucie Biblijnym. Od 1939 pracował jako administrator parafii w Pratulinie, Warszawicach (grudzień 1939 – lipiec 1942) i Ostrówku, pod koniec II wojny światowej w Parysowie, od 1950 w Platerowie, w kolejnych latach także w Niemojkach, Okrzei, jako proboszcz w Łosicach (1954–1958), Dęblinie, Suchożebrach (październik 1965 – wrzesień 1971) i Domanicach. Od lat 30. był równocześnie wykładowcą Pisma Świętego w Wyższym Seminarium Duchownym w Siedlcach.
Dla Biblii Tysiąclecia przetłumaczył 1 Księgę Królewską. 